# Brian Schmetzer
Brian Schmetzer (ur. 18 sierpnia 1962 w Seattle) – amerykański piłkarz grający na pozycji pomocnika lub napastnika, trener.

## Wczesne życie
Brian Schmetzer urodził się i dorastał w Seattle, gdzie uczęszczał do Nathan Hale High School. Grać w piłkę nożną nauczył się pod okiem swojego ojca Waltera, który pochodził z Niemiec oraz był zawodnikiem klubów Regionalligi, a po emigracji do Stanów Zjednoczonych w 1962 roku, otworzył sklep z artykułami sportowymi w Lake City. To właśnie ojciec zaszczepił pasję syna do piłki nożnej.

## Kariera piłkarska
Brian Schmetzer karierę piłkarską rozpoczął w 1970 roku w juniorach Lake City Hawks, których trenerem był ojciec Schmetzera, Walter. Grał w tym klubie do 1980 roku i w tym okresie był wyróżniającym się zawodnikiem oraz z klubem zdobył wiele mistrzostw stanowych.

### NASL
Schmetzer po ukończeniu szkoły średniej zdecydował się zrezygnować z college'u i w czerwcu 1980 roku zdecydował się na podpisanie kontraktu z występującym w lidze NASL Seattle Sounders. Sezon 1980 spędził z rezerwami klubu, w latach 1980–1981 grał w halowej drużynie klubu, która występowała w halowej lidze NASL. Debiut w pierwszej drużynie klubu zaliczył 17 czerwca 1981 roku w meczu ze szkockim Celticiem Glasgow w ramach Trans-Atlantic Challenge Cup, natomiast w lidze NASL zadebiutował w sezonie 1982, w którym rozegrał 8 meczów, natomiast w sezonie 1983 był już podstawowym zawodnikiem klubu. Swojego pierwszego gola w lidze NASL zdobył 25 czerwca 1983 roku w wygranym 2:0 meczu wyjazdowym z San Diego Sockers na Jack Murphy Stadium. Jednak we wrześniu 1983 roku klub został rozwiązany. Trener klubu, Laurie Calloway nazwał Schmetzera „innym graczem [niż wcześniej]”, chwaląc jego pewność siebie i powiedział, że wierzy, że Schmetzer może stać się jednym z najlepszych amerykańskich zawodników w lidze NASL.
Po rozwiązaniu klubu przeniósł się do Tulsa Roughnecks, gdzie grał również w halowej drużynie klubu. Później złożył wniosek o status wolnego agenta, jednak w 1984 roku liga NASL została rozwiązana.

### Dalsza kariera
Schemtzer w 1984 roku przeniósł się do występującego w halowej lidze MISL San Diego Sockers, w którym grał do 1988 roku oraz trzykrotnie zdobył mistrzostwo MISL (1985, 1987, 1988). W sezonie 1985 grał na wypożyczeniu w występującym w lidze Western Soccer Alliance FC Seattle, w którym trenerem był Jimmy Gabriel, a jednymi z zawodników jego bracia: Andy i Walt, którzy po zakończeniu zostali zawodnikami klubu. Będąc zawodnikiem klubu, zdobył dwa gole w wygranym 2:1, rozegranym 8 czerwca 1985 roku, meczu z brazylijskim FC Santos.
19 sierpnia 1988 roku został zawodnikiem Tacomy Stars, w którym grał do 1990 roku, będąc równocześnie w latach 1988–1989 grającym asystentem trenera. W sezonie 1990/1991 reprezentował barwy St. Louis Storm, po czym po raz pierwszy zakończył piłkarską karierę.
W 1994 roku wznowił piłkarską karierę podpisując kontrakt z występującym w lidze APSL Seattle Sounders. W 1995 roku został zawodnikiem w występującym w lidze CISL Seattle SeaDogs, po tym, jak wybrany do draftu ligi. Po sezonie 1995, w którym rozegrał 9 meczów, w których zdobył 3 gole, ostatecznie zakończył karierę piłkarską.

## Kariera trenerska
Brian Schmetzer jeszcze w trakcie kariery piłkarskiej był grającym asystentem trenera w występującym w lidze MISL Tacomie Stars. Po zakończeniu kariery piłkarskiej, w latach 1996–1997 był asystentem trenera Fernando Clavijo w nowo powstałym klubie, występującym w lidze CISL Seattle SeaDogs, który w swoim ostatnim sezonie – sezonie 1997, zdobył mistrzostwo ligi CISL. Następnie trenował drużyny juniorskie FC Emerald City, a także wraz z Dickiem McCormickiem prowadził biznes budowlany.

### USL
Po sezonie 2001, klub ligi USL First Division Seattle Sounders zwolniło trenera Berniego Jamesa, który trenował klub od początku jego istnienia. Dyrektor generalny klubu, Adrian Hanauer, skontaktował się z Schmetzerem w sprawie przejęcia funkcji trenera klubu, następnie przeprowadził rozmowę kwalifikacyjną w jednej z kawiarni dzielnicy Seattle, Capitol Hill. Schmetzer zgodził się i tym samym 29 listopada 2001 roku został trenerem klubu, z którym w sezonie 2002 zdobył Commissioner’s Cup – trofeum za zwycięstwo w lidze USL First Division (23 zwycięstwa, 4 remisy, 1 porażka – drugi najlepszy wynik w historii rozgrywek), a Schmetzer został Trenerem Roku, dzięki m.in.: weteranów oraz kluczowym transferom w celu polepszenia gry ofensywnej klubu, a także dwukrotnie zdobył mistrzostwo Pacific Division (2002, 2003). W sezonie 2004, klub zdobył mistrzostwo Konferencji Zachodniej, dzięki czemu awansował do finału, w którym przegrał z Montrealem Impact, w wyniku czego zdobył wicemistrzostwo A-League (zmieniona nazwa ligi USL First Division), jednak w sezonie 2005 po wygraniue w finale z Richmond Kickers w serii rzutów karnych klub zdobył mistrzostwo USL. W sezonie 2005 klub zdobył mistrzostwo USL. W 2006 i 2007 roku klub zdobył Cascadia Cup, natomiast w sezonie 2007, klub zanotował serię 15 meczów bez porażki (licząc mecze US Open Cup) oraz zdobył mistrzostwo USL oraz Commissioner’s Cup, po wygranej w finale 4:0 z Atlantą Silverbacks. Klub także dwukrotnie docierał do półfinałów US Open Cup (2007, 2008). 16 grudnia 2008 roku klub został rozwiązany. Łączny bilans Schmetzera w klubie to: 121 zwycięstw, 48 remisów, 70 porażek (w tym w sezonie regularnym: 100 zwycięstw, 57 remisów, 41 porażek), a także 372 zdobyte gole oraz 266 straconych goli.

### MLS
Wkrótce Schmetzer był kandydatem na trenera nowo powstałego klubu ligi MLS, Seattle Sounders. Ostatecznie trenerem klubu został Sigi Schmid, który wcześniej trenował m.in.: Los Angeles Galaxy, Columbus Crew, a Schmetzer został jego asystentem. Schmetzer w latach 2009–2015 czterokrotnie zastępował Sigi Schmida, wygrywając trzy mecze oraz jeden przegrywając. W 2011 roku był kandydatem na trenera Montrealu Impact, natomiast w 2013 roku kandydował na trenera FC Dallas.
26 lipca 2016 roku, po odejściu Sigi Schmida, Schmetzer został tymczasowym trenerem klubu. Został ogłoszony trenerem klubu 2 listopada 2016 roku, po awansie klubu do fazy play-off ligi MLS w sezonie 2016, który pod wodzą Schmetzera zdobył najpierw mistrzostwo Konferencji Zachodniej, następnie mistrzostwo MLS, po wygraniu 10 grudnia 2016 roku na BMO Field w Toronto w finale 5:4 po serii rzutów karnych (0:0 p.d.) z FC Toronto. W sezonie 2017 klub po zdobyciu mistrzostwa Konferencji Zachodniej, ponownie dotarł do finału, w którym 9 grudnia 2017 roku na BMO Field w Toronto tym razem przegrał z tym samym klubem w finale 2:0, w wyniku czego zdobył wicemistrzostwo MLS.
Sezon 2018 klub rozpoczął fatalnie: na półmetku rozgrywek ligowych bilans klubu wynosił: 4 zwycięstwa, 5 remisów i 9 porażek, po czym pobił rekord ligi MLS, odnosząc 9 kolejnych zwycięstw, seria została przerwana 20 września 2018 roku, po przegranej 1:0 w meczu domowym z Philadelphią Union. Ostatecznie klub sezon zasadniczy zakończył z bilansem 59 punktów (18 zwycięstw, 5 remisów, 11 porażek), 52 golami zdobytymi oraz 37 golami straconymi, co dało 4. miejsce, dzięki czemu awansowali do półfinału Konferencji Zachodniej, w którym przegrał rywalizację z Portland Timbers (1:2, 3:2, 2:4 po serii rzutów karnych). Mecz rewanżowy ze względu na dramatyczną końcówkę jest uważany za jeden z najlepszych meczów w historii play-offów ligi MLS. W tym samym roku klub po raz pierwszy pod wodzą Schmetzera zdobył Cascadia Cup.
W sezonie 2019 klub zajął 2. miejsce w Konferencji Zachodniej, dzięki czemu awansował do fazy play-off. Klub po wygranej 3:1 w finale Konferencji Zachodniej, rozegranym 29 października 2018 roku na Banc of California Stadium w Los Angeles, awansował do finału, w którym po raz trzeci w ciągu czterech lat przeciwnikiem było FC Toronto, w którym 10 listopada 2019 roku na CenturyLink Field w Seattle, przy rekordowej frekwencji: 69 274 widzów. Był to drugi triumf Schmetzera w tych rozgrywkach, czwarty licząc rozgrywki ligi USL. W tym samym roku klub po raz drugi pod wodzą Schmetzera zdobył Cascadia Cup. W sezonie 2020 klub po zdobyciu mistrzostwa Konferencji Zachodniej, po raz czwarty dotarł do finału, w którym 18 grudnia 2020 roku na Mapfre Stadium w Columbus, przegrał 3:0 z Columbus Crew, w wyniku czego klub zdobył wicemistrzostwo MLS. W 2021 roku, klub po raz trzeci pod wodzą Schmetzera zdobył Cascadia Cup.
W 2022 roku, Seattle Sounders, po wygraniu rywalizacji 5:2 (2:2, 3:0) w finale Ligi Mistrzów CONCACAF z meksykańskim UNAM Pumas, po raz pierwszy w swojej historii rozgrywki kontynentalne.

## Statystyki trenerskie
(aktualne na dzień 5 maja 2022)
| Drużyna                | Od         | Do         | Wyniki | Wyniki | Wyniki | Wyniki | Wyniki | Wyniki | Wyniki | Wyniki |
| Drużyna                | Od         | Do         | M      | Z      | R      | P      | GZ     | GS     | BG     | Z%     |
| ---------------------- | ---------- | ---------- | ------ | ------ | ------ | ------ | ------ | ------ | ------ | ------ |
| Seattle Sounders (USL) | 29.11.2001 | 16.12.2008 | 239    | 121    | 48     | 70     | 372    | 266    | +106   | 50.63  |
| Seattle Sounders       | 26.07.2016 | urzęduje   | 222    | 109    | 54     | 59     | 361    | 254    | +107   | 49.1   |
| Łącznie                | Łącznie    | Łącznie    | 461    | 230    | 102    | 129    | 733    | 520    | +213   | 49.89  |

## Sukcesy

### Zawodnicze
- Mistrzostwo MISL: 1985, 1987, 1988

### Trenerskie
Seattle Sounders (USL)
- Mistrzostwo USL: 2005, 2007
- Commissioner’s Cup: 2002, 2007
- Wicemistrzostwo A-League: 2004
- Mistrzostwo Konferencji Zachodniej USL A-League: 2004
- Mistrzostwo Pacific Division USL A-League: 2002, 2003
- Cascadia Cup: 2006, 2007

Seattle Sounders
- Mistrzostwo MLS: 2016, 2019
- Wicemistrzostwo MLS: 2017, 2020
- Mistrzostwo Konferencji Zachodniej MLS: 2016, 2017, 2019, 2020
- Cascadia Cup: 2018, 2019, 2021
- Liga Mistrzów CONCACAF: 2022

### Indywidualne
- Trener Roku USL First Division: 2002